# فنتیکلر
فنتیکلر (به انگلیسی: Fenticlor یا fentichlor) یک عامل ضدباکتری و ضد قارچ برای استفاده موضعی است که در دامپزشکی نیز استفاده می‌شود.

## سنتز
این ماده توسط واکنش کاتالیز شده به وسیله AlCl3 از ۴-کلروفنل با گوگرد دی‌کلرید، فرآوری می‌شود. همچنین می‌توان آنرا با کلردار کردن بیس[۲-هیدروکسی‌فنیل]سولفید تهیه کرد.

## ایمنی
LD۵۰ (موش، به صورت خوراکی) برای این ترکیب ۳۲۵۰ میلی‌گرم بر کیلوگرم است و ممکن است باعث حساسیت به نور شود.